# Небојша Ромчевић
Небојша Ромчевић (Београд, 15. август 1962) српски је драматург, сценариста, театролог и универзитетски професор. Редовни је професор на Факултету драмских уметности у Београду. Сматра се једним од најзначајнијих савремених српских драмских писаца и сценариста. Троструки је добитник Стеријине награде.

## Биографија
Рођен је 15. августа 1962. године у Београду, СР Србија, СФРЈ. Након што је кратко студирао на Економском факултету, уписао је Факултет драмских уметности у Београду. Дипломирао је 1989. године на Катедри за драматургију. На истом факултету је магистрирао театрологију 1994. године и докторирао 2001. године, такође из области театрологије.
Од 1989. године запослен је на Факултету драмских уметности, где је прошао сва звања, од асистента до редовног професора, у које звање је изабран 2012. године. Предаје на Катедри за драматургију.
Његове драме извођене су у многим позориштима у Србији и иностранству, укључујући Звездара театар, Атеље 212, Народно позориште у Београду, Позориште Бошко Буха, Опера и театар Мадленијанум, Град театар Будва, као и у позориштима у Скопљу, Лондону, Њујорку и другим градовима. Превођене су на енглески, немачки, руски, шпански, бугарски, пољски, словачки, украјински, каталонски, словеначки и друге језике.
Као сценариста, најпознатији је по раду на филмовима Кордон и Стадо, као и на популарној ТВ серији Љубав, навика, паника.
Учесник је великог броја симпозијума, конференција и театролошких скупова у земљи и иностранству. Аутор је више научних радова из области театрологије. Године 2012. издао је књигу драма Летњи дан до подне.
Ожењен је глумицом Мајом Новељић Ромчевић, са којом има два сина.

## Награде и признања
Небојша Ромчевић је добитник бројних награда за свој рад, међу којима су:
- Стеријина награда за текст савремене драме (за драму Каролина Нојбер), 1999.[8]
- Стеријина награда за текст савремене драме (за драму Кривица), 2001.[9]
- Стеријина награда за театрологију (за књигу Раније комедије Јована Стерије Поповића), 2003.[1]
- Награда за најбољи сценарио на Фестивалу медитеранског филма у Монпељеу (за филм Кордон), 2002.[3]
- Награда за најбољи сценарио на Фестивалу филмског сценарија у Врњачкој Бањи (за филм Кордон), 2003.[3]
- Михизова награда за драмско стваралаштво, 1994.[10]
- Номинација за награду Rose d'Or (Златна ружа) у Луцерну (за ТВ серију Љубав, навика, паника), 2007.[11]

## Дела

### Одабране драме
| Наслов                                      | Позориште/Продукција                         | Година премијере | Реф.                                 |
| ------------------------------------------- | -------------------------------------------- | ---------------- | ------------------------------------ |
| Силе у ваздуху                              | Драмски театар Скопље                        | 1988             |                                      |
| Зимски дворац                               | Позориште на Теразијама                      | 1989             |                                      |
| Гробљанска                                  | Звездара театар                              | 1989             |                                      |
| Лаки комад                                  | Звездара театар                              | 1991             |                                      |
| Terra Incognita                             | Крушевачко позориште                         | 1994             |                                      |
| Проклетство (Проклети Ковалски)             | Атеље 212                                    | 1995             |                                      |
| Каролина Нојбер                             | Град театар Будва                            | 1998             |                                      |
| Кривица                                     | Звездара театар                              | 2000             |                                      |
| Парадокс                                    | Театар Т / Народно позориште у Београду      | 2004             |                                      |
| Брод љубави                                 | Звездара театар                              | 2006             |                                      |
| Оговарање                                   | Град театар Будва / Народно позориште Сомбор | 2008             |                                      |
| Мирис кише на Балкану                       | Опера и театар Мадленијанум                  | 2009             | (драматизација романа Гордане Куић)  |
| Не знам шта је питање, али секс је одговор  | Позориште „Бошко Буха”                       | 2010             |                                      |
| Pasivno rokenrol duvačko komično (П.Р.Д.К.) | УК Вук Караџић                               | 2011             |                                      |
| Пасивно пушење                              | Звездара театар                              | 2015             |                                      |
| Тако је (ако вам се тако чини)              | Југословенско драмско позориште              | 2019             | (адаптација драме Луиђија Пирандела) |
| Светлост комедија                           | Народно позориште у Београду                 | 2024             | [ 5 ]                                |

### Сценарији
| Година     | Наслов                 | Врста          | Напомена                                       | Реф.  |
| ---------- | ---------------------- | -------------- | ---------------------------------------------- | ----- |
| 1987.      | Живот у гробљанској    | ТВ филм        |                                                | [ 6 ] |
| 1988.      | Попут листа            | ТВ филм        |                                                | [ 6 ] |
| 1989.      | Силе у ваздуху         | ТВ филм        |                                                | [ 6 ] |
| 1992.      | Сили во воздухот       | ТВ филм        | Македонска верзија                             | [ 6 ] |
| 2002.      | Кордон                 | Филм           | Награда за сценарио у Монпељеу и Врњачкој Бањи | [ 6 ] |
| 2002−2003. | Казнени простор        | ТВ серија      | 26 епизода                                     | [ 6 ] |
| 2004.      | Парадокс               | ТВ филм        | Према сопственој драми                         | [ 6 ] |
| 2004.      | Цимерке                | ТВ филм        |                                                | [ 6 ] |
| 2005−2007. | Љубав, навика, паника  | ТВ серија      | 56 епизода (Номинација за Rose d'Or)           | [ 6 ] |
| 2007.      | Операција Кајман       | ТВ серија      | 13 епизода                                     | [ 6 ] |
| 2008.      | На лепом плавом Дунаву | Филм           |                                                | [ 6 ] |
| 2008.      | Добре намјере          | ТВ серија (ХР) | 8 епизода                                      | [ 6 ] |
| 2009.      | На лепом плавом Дунаву | ТВ серија      | 1 епизода                                      | [ 6 ] |
| 2011.      | Мешано месо            | ТВ серија      | 1 епизода                                      | [ 6 ] |
| 2011.      | Само вечерас           | ТВ емисија     | Сценариста 4 епизоде                           | [ 6 ] |
| 2015.      | Бићемо прваци света    | Филм           | Косценариста                                   | [ 6 ] |
| 2015.      | Ко је код Које         | ТВ емисија     | Сценариста                                     | [ 6 ] |
| 2016.      | Прваци света           | ТВ серија      | 12 епизода                                     | [ 6 ] |
| 2016.      | Стадо                  | Филм           |                                                | [ 6 ] |
| 2018.      | Стадо                  | ТВ серија      | 8 епизода                                      | [ 6 ] |
| 2020.      | Хотел Балкан           | ТВ серија      | Креатор серије                                 | [ 6 ] |

### Одабрани театролошки радови
- Случај Саре Кејн, Сцена, бр. 37, Нови Сад, 2002.[1]
- Краљ је мртав, живео краљ, Сцена, бр. 37, Нови Сад, 2002.[1]
- Нивои спознаје у драми, Зборник ФДУ, Београд, 2002.[1]
- Раније комедије Јована Стерије Поповића (књига), Музеј позоришне уметности Војводине, Нови Сад, 2002. (Стеријина награда за театрологију)[1]
- Смерт Уроша Петаго, Стефана Стефановића, Театрон, бр. 2, Београд, 2005.[1]
- War, business and theatre, реферат на Међународном театролошком симпозијуму "Theatre and Freedom", Универзитет у Валенсији, Шпанија, 2005.[1]
- О политичком ангажману Бранислава Нушића, реферат на Међународном симпозијуму посвећеном Браниславу Нушићу, Стеријино позорје, Нови Сад, 2006.[1]
- Рат је добар за бизнис, реферат на Међународном скупу критичара и театролога "Театар и идентитет", Скомрахи, Скопље, Македонија, 2006.[1]
- Родољупци Јована Стерије Поповића, уводни реферат на Међународном скупу театролога, Стеријино позорје, Нови Сад, 2006.[1]
- New Sitcom, реферат на Међународном скупу "TV Entertainment of 21st Century", World television festival ROSE d OR, Луцерн, Швајцарска, 2006.[1]
- Трагички корени Стеријине комедиографије, реферат на Међународном скупу посвећеном Јовану Стерији Поповићу, СAНУ, Београд, 2007.[1]
- Настанак позоришта у Београду, Београдски књижевни часопис, бр. 6, 2007.[1]
- Јован Стерија Поповић, Un classique parle a notre temps, зборник радова са колоквијума на Сорбони, Париз, 2008.[1]
- Летњи дан до подне (књига драма), Дерета, Београд, 2012.[7]